# Belleville (Nova Jérsei)
Belleville é uma Região censo-designada localizada no estado americano de Nova Jérsei, no Condado de Essex.

## Demografia
Segundo o censo americano de 2000, a sua população era de 35.928 habitantes.

## Geografia
De acordo com o United States Census Bureau tem uma área de 
8,9 km², dos quais 8,7 km² cobertos por terra e 0,2 km² cobertos por água.

## Localidades na vizinhança
O diagrama seguinte representa as localidades num raio de 4 km ao redor de Belleville. 